# 斯拉维亚博物馆

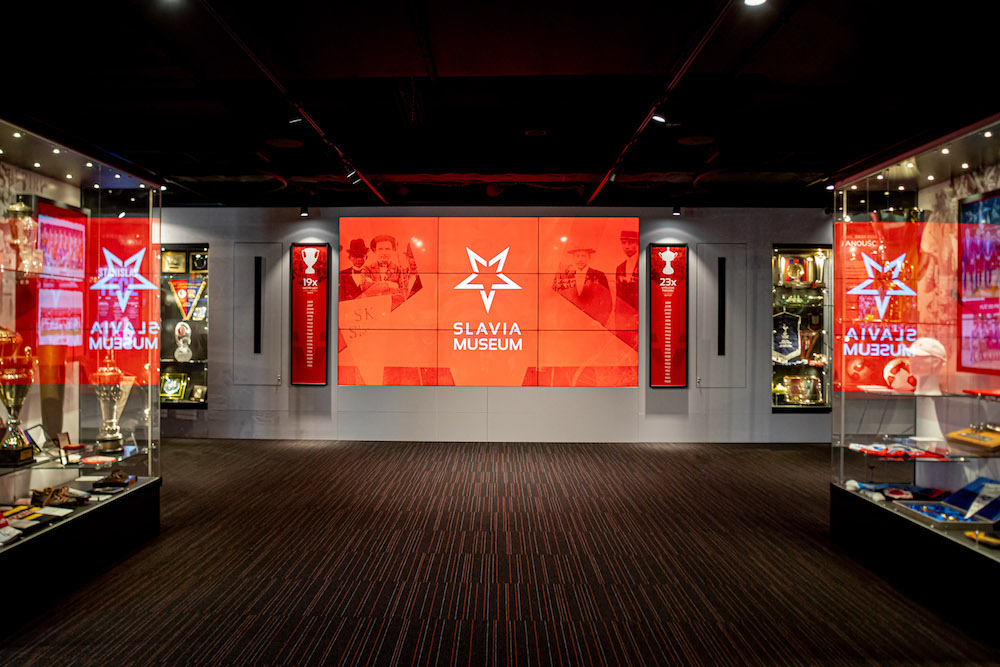

斯拉维亚博物馆（Slavia Museum）是一家由布拉格斯拉维亚足球俱乐部设立的博物馆，于2018年11月1日正式对外开放。入口位于U Slavia大街，可供轮椅进入。该博物馆共两层，使用面积超过1200平方米。自2020年春季起，博物馆成为了球场参观路线的一部分。游客可以到访后台，包括新闻中心、客队更衣室、通往比赛场地的隧道和替补席等区域。
博物馆展品多达1200余件，并且一直在实时更新，其中历史最悠久的展品可追溯到1892年。奖杯、球衣、照片和其他记录俱乐部历史的文物都在展示之中。一层有多台显示屏，包括大型“视频墙”。斯拉维亚博物馆是捷克共和国目前唯一的足球主题博物馆。